# 1760

## أحداث
- 7 ديسمبر: تأسيس مدينة ماتورين وتقع حاليا في فنزويلا.
- سور الكويت الأول بناء أول سور حول مدينة الكويت لحمايتها من الغزو والأعداء الخارجيين.

## مواليد
- أدم كلارك
- سان سايمون
- سليمان بن محمد
- كريستيان كرامب

## وفيات
- درويش ياسين البغدادي
- المنور التلمساني